# Porte des Chevaliers
La porte des Chevaliers est un monument historique situé à Haguenau, dans le département français du Bas-Rhin.

## Localisation
Ce bâtiment est situé à Haguenau au 26 Marché-aux-Bestiaux.

## Historique
L'édifice fait l'objet d'une inscription au titre des monuments historiques depuis 1930. Tour-porte construite vers 1235 après la construction de la 3e enceinte, elle servit de poudrière, puis à partir de 1763, de prison. Les cachots de l’époque sont conservés aux étages. La maison accolée fut construite en 1763 comme prison et donnait accès aux cachots de la tour. Toutes les deux ont servi de prison cantonale jusqu'à la Première Guerre mondiale. Avant 1920, date de sa transformation en logements, elle comportait au rez-de-chaussée les logements des gardiens et un porche. Au-dessus de la porte vers la place du marché aux bestiaux se situe une niche qui portait sans doute autrefois une peinture.

## Architecture
La tour est composée d'un plan carré en briques avec passage transversal vouté en berceau brisé. L’étage était occupé par des cellules éclairées par d’étroites petites baies grillagées, haut placées. Les cachots de l’époque sont ajourés d’archères, d’étroites baies rectangulaires et d’ouvertures en arc brisé percés à cru.